# Église Notre-Dame aux Riches Claires

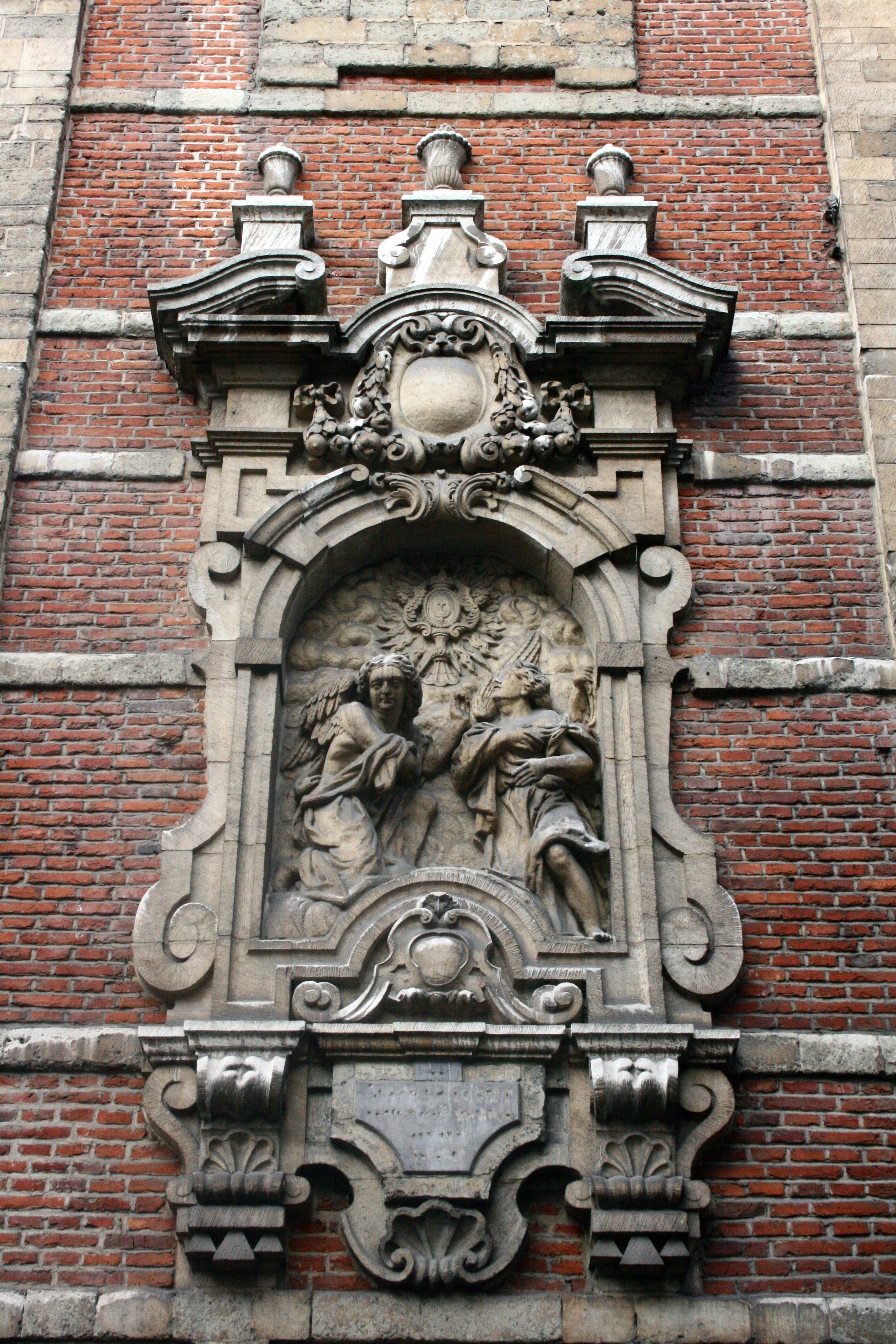
Bas-relief de Faydherbe sur le chevet de l'église

L'église Notre-Dame aux Riches Claires (en néerlandais : Onze-Lieve-Vrouw-ter-Rijke-Klarenkerk), située rue des Riches Claires à Bruxelles en Belgique, est une église de style baroque construite en 1665 par le sculpteur et architecte malinois Lucas Faydherbe.

## Histoire

### Le couvent des Riches Claires
C'est en 1343 que les religieuses Urbanistes dites Riches-Claires s'établirent à Bruxelles dans un couvent situé près de la porte de Hal qu'avait fait construire pour elles le généreux donateur Guillaume van Duvenvoorde.
L'emplacement exact de cette première fondation n'est pas encore connu exactement à défaut de fouilles archéologiques, mais c'est là que les religieuses demeurèrent jusqu'en 1588, quand les Gueux eurent brûlé leur couvent.
Elles s'établirent alors à l'endroit actuel qui n'était autre que les bâtiments abandonnés des sœurs de Nazareth.

### Construction de l'église
Les religieuses décidèrent de construire une nouvelle chapelle et, le 1er septembre 1665, la première pierre d'une église nouvelle fut posée. Le maître d'œuvre en était un artiste renommé, Lucas Faydherbe, disciple de Rubens. L'église fut consacrée le 20 décembre 1670 par Alphonse de Berghes, archevêque de Malines.

### Vicissitudes

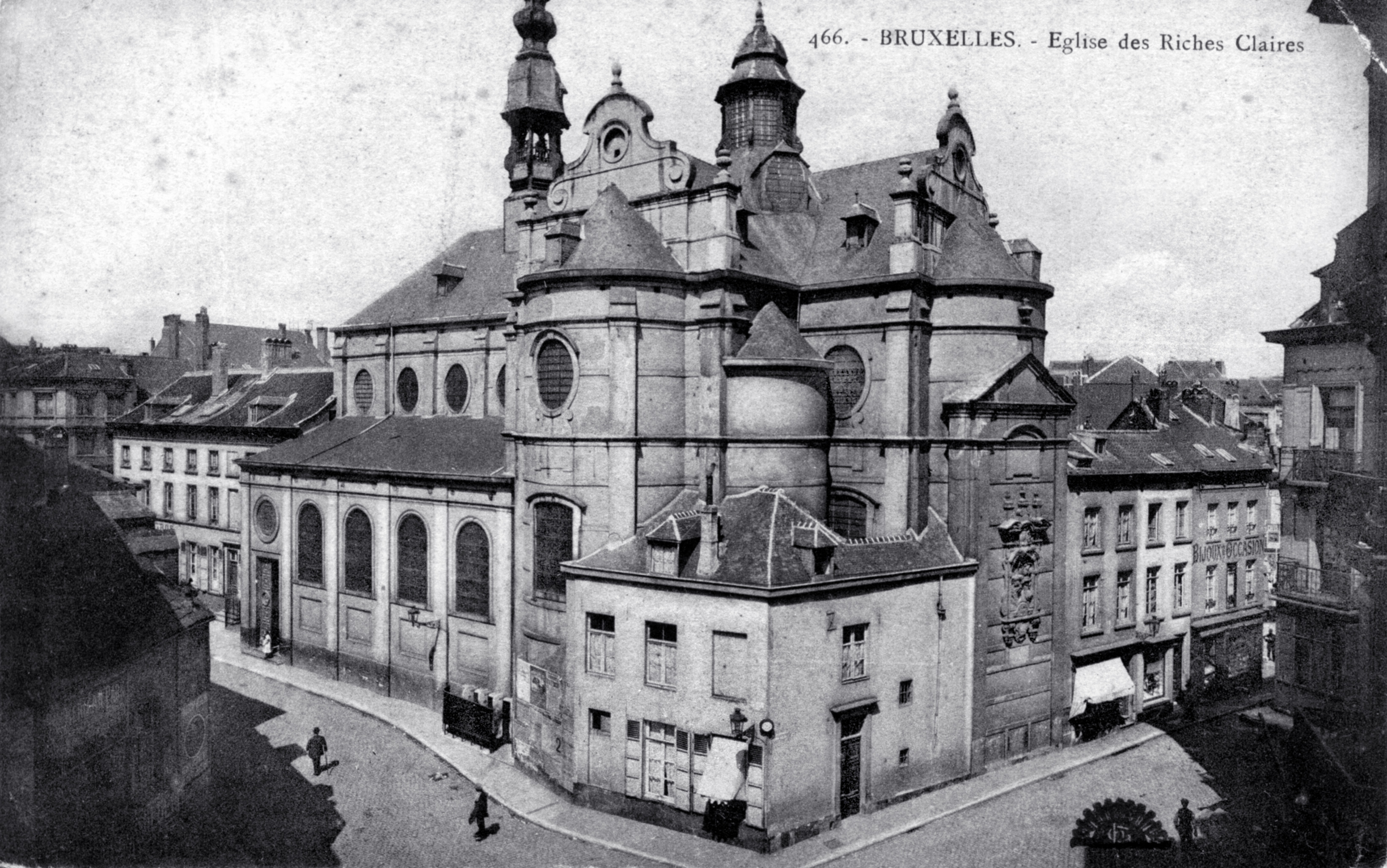
L’église vers 1900

En 1796 - conséquence de la Révolution française - , les clarisses furent expulsées de leur couvent. L'église devint un magasin militaire et les autres bâtiments conventuels furent vendus en 1805 comme biens nationaux.
Les rues 'Saint-Christophe' et 'des Riches-Claires' furent tracées à travers la propriété conventuelle.
L'église échappa à la destruction et retrouva son caractère de lieu de culte en 1806. Elle devint paroisse.
L'église étant devenue trop petite, on lui adjoignit une nef latérale gauche en 1824, et une autre à droite en 1833 ; cette dernière est l'œuvre de l'architecte Van der Straeten.

## Trésors artistiques
- La chapelle Saint-Géry rappelle la plus ancienne église de Bruxelles (du IXe siècle). L'autel de cette église aujourd'hui disparue se trouve dans la chapelle, ainsi qu'une belle statue de saint Géry, évêque de Cambrai (XVIIe siècle).
- Dans le chœur se trouve l'autel principal en marbre, datant de 1706. La statue de la Vierge-Marie a une importance historique. Elle fut sculptée en 1659 et intronisée le jour de la consécration des trois 'États' du Brabant à la Vierge Immaculée.
- Dans la nef centrale une élégante chaire de vérité en bois de chêne. Le médaillon représente la scène du Sermon sur la montagne.